# Sommer-Rathbun-Battles-Syndrom
Das Sommer-Rathbun-Battles-Syndrom ist eine sehr seltene angeborene Erkrankung mit den Hauptmerkmalen Aniridie, Nierenagenesie und psychomotorische Retardierung.
Die Bezeichnung bezieht sich auf die Autoren der Erstbeschreibung aus dem Jahre 1974 durch A. Sommer, M. A. Rathbun und M. Battles.

## Verbreitung  und Ursache
Die Häufigkeit wird mit unter 1 zu 1.000.000 angegeben, die Vererbung erfolgt autosomal-rezessiv. Die Ursache ist bislang nicht bekannt.

## Klinische Erscheinungen
Klinische Kriterien sind:
- Manifestation beim Neugeborenen
- Augenfehlbildungen wie partielle Aniridie, angeborenes Glaukom, Telekanthus,
- Gesichtsauffälligkeit wie prominente Stirn, Hypertelorismus
- einseitige Nierenagenesie
- leichte  psychomotorische Retardierung

## Diagnose
Die Diagnose ergibt sich aus den klinischen Befunden.